# 札幌羊丘瞭望台
札幌羊丘瞭望台（日语：さっぽろ羊ヶ丘展望台）是北海道札幌市豐平區羊丘的一個著名觀光景點，在此可自東南方向一覽札幌市區。瞭望台的威廉·史密斯·克拉克雕像非常著名，是北海道最著名的象徵之一。

## 历史
戰前的札幌羊丘瞭望台是「農林省月寒種羊場」，自當時就是札幌的觀光勝地。1959年後正式改為瞭望台。

## 外部連結
- さっぽろ羊ヶ丘展望台オフィシャルサイト （页面存档备份，存于）
- 札幌ブランバーチ・チャペル （页面存档备份，存于）
- 札幌観光協会ホームページ （页面存档备份，存于）
- ようこそさっぽろ - 札幌市の観光案内サイト
- おもしろ写真館 - プリクラ発祥の店